# Giovanni Reyna
Giovanni Alejandro „Gio” Reyna (ur. 13 listopada 2002 w Sunderlandzie) – amerykański piłkarz argentyńskiego i portugalskiego pochodzenia występujący na pozycji ofensywnego pomocnika w niemieckim klubie Borussia Dortmund, oraz w reprezentacji Stanów Zjednoczonych. Wychowanek New York City. Syn byłego piłkarza, Claudio Reyny.

## Kariera
Dzień przed swoimi 18. urodzinami, 12 listopada 2020 roku Reyna zadebiutował w reprezentacji USA w zremisowanym 0:0 spotkaniu towarzyskim z Walią. Debiutanckiego gola zdobył kilka dni później w wygranym 6:2 towarzyskim starciu z Panamą. 20 listopada 2020 roku podpisał pierwszą profesjonalną umowę w karierze, wiążąc się z Borussią Dortmund kontraktem ważnym do końca czerwca 2025 roku.